# Slotgracht

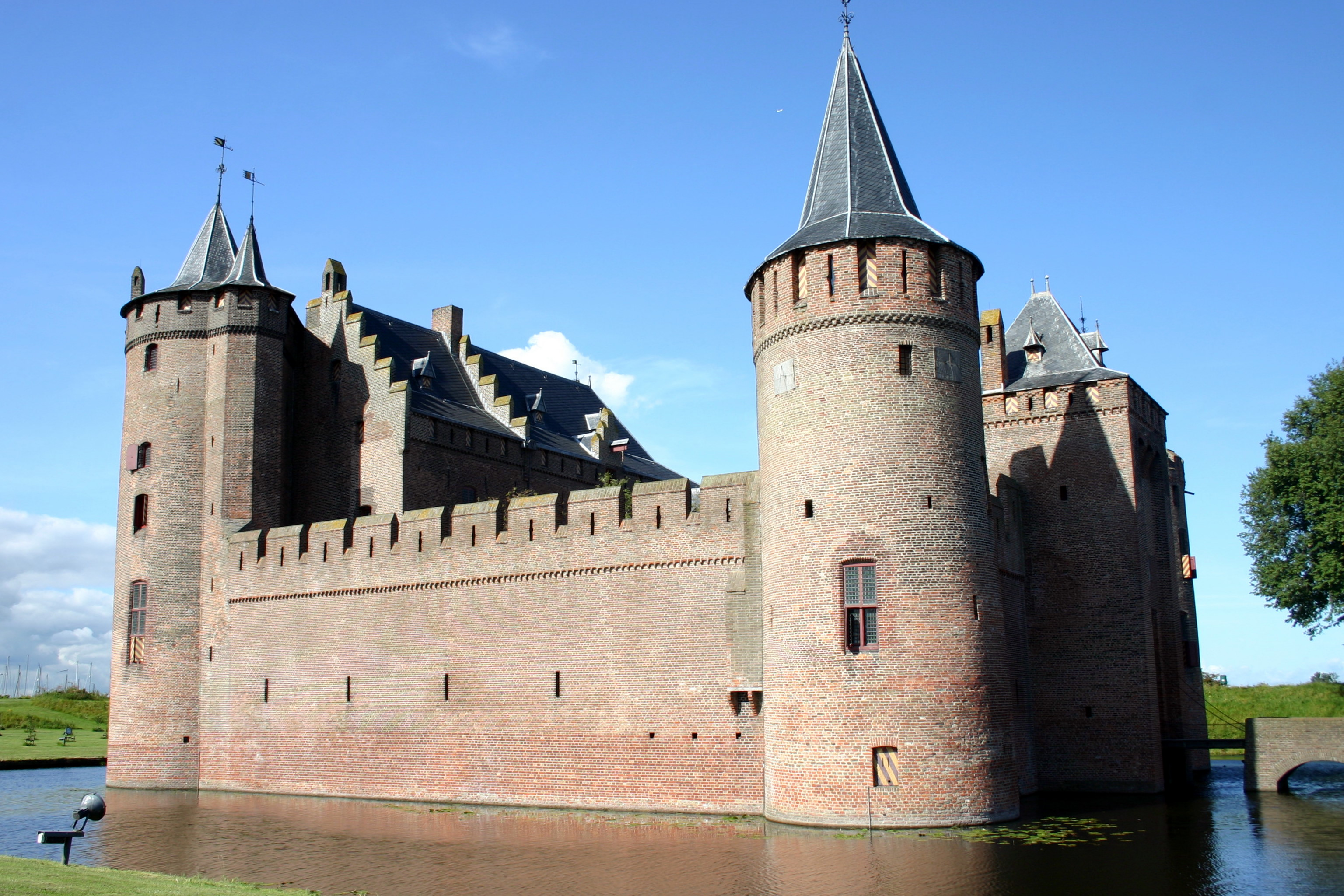
Het met een slotgracht omringde Muiderslot

Een slotgracht, kasteelgracht, walgracht is een diepe, brede gracht, droog of gevuld met water, die een kasteel of gebouw omringt. Een slotgracht diende aanvankelijk ter verdediging, maar in latere periodes werden grachten ook aangelegd voor de sier.

## Etymologie
Het woord komt van graft, waarin het woord graven te herkennen is. De klankverschuiving waarbij de f-klank verschoof naar een ch-klank is typisch voor het Nederlands en is ook terug te vinden in woorden als zacht (Duits: sanft, Engels soft, Fries: sêft) en lucht (Duits: Luft, Fries: loft).

## Functie
De belangrijkste taak van de slotgracht was het voorkomen dat de vijand het kasteel of fort dicht kon naderen om met behulp van ladders de kantelen te bestormen.

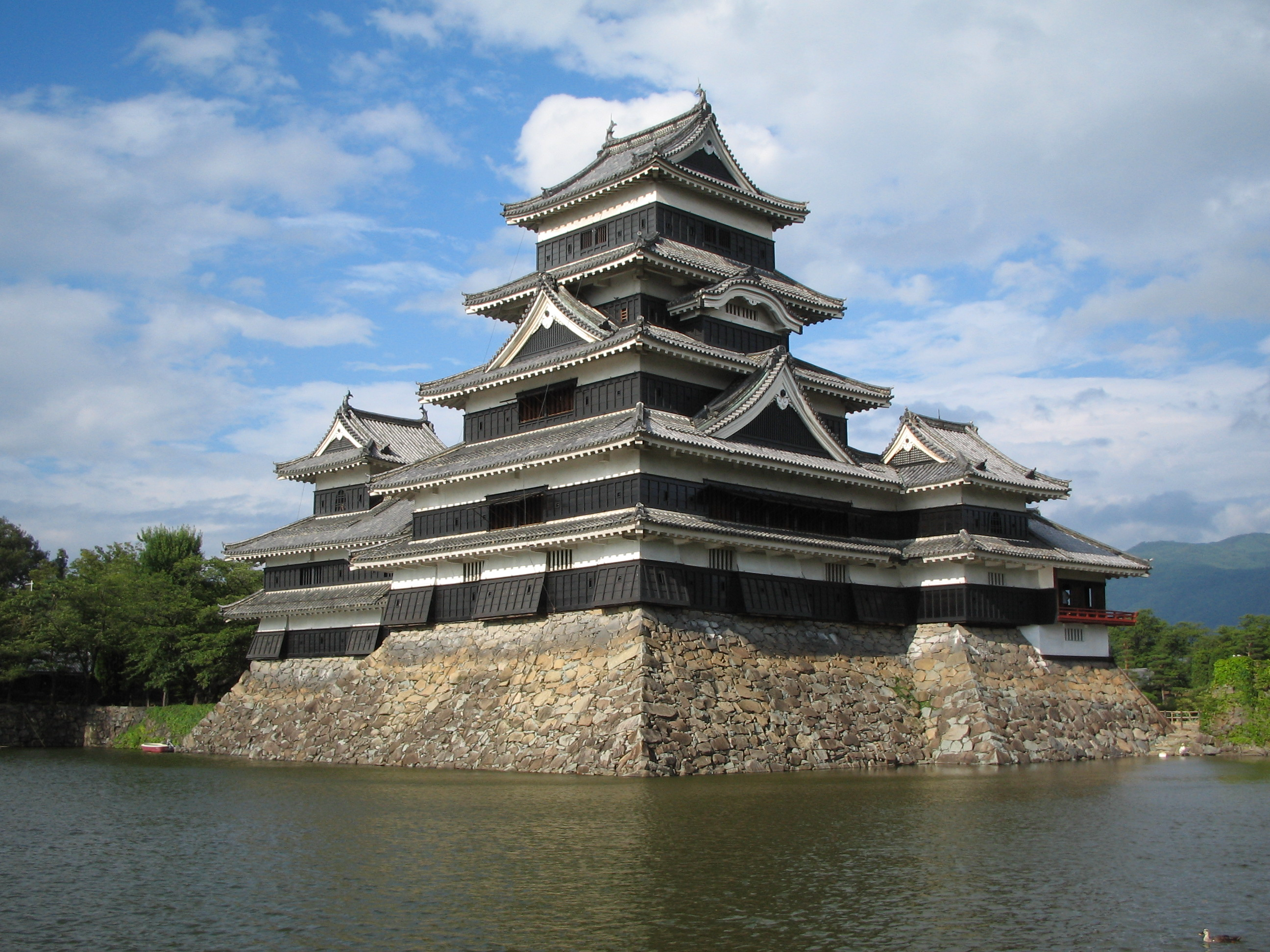
Het kasteel van Matsumoto, een Japans kasteel in de Nagano Prefectuur
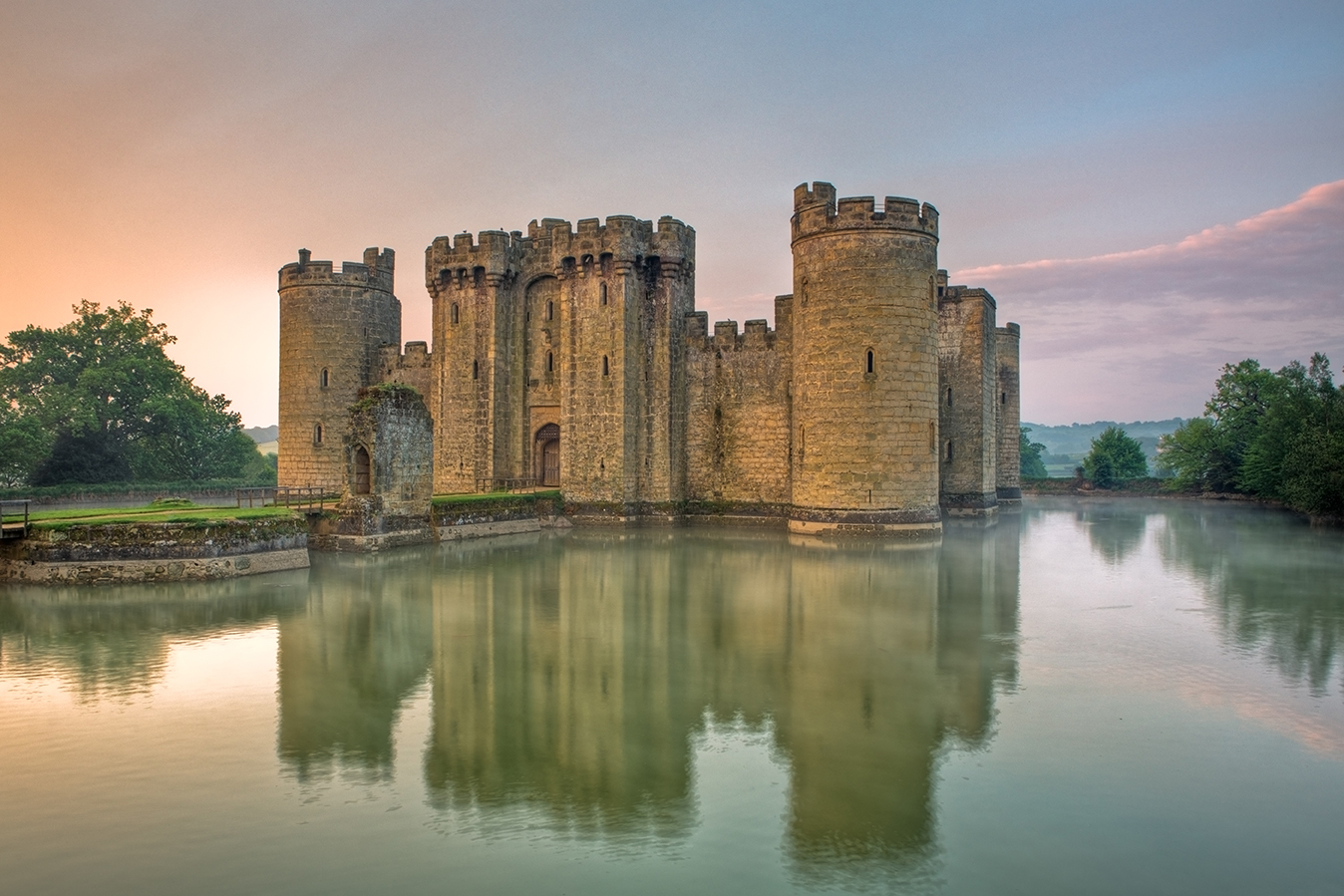
Bodiam Castle, een 14e-eeuws kasteel nabij Robertsbridge in East Sussex, Engeland
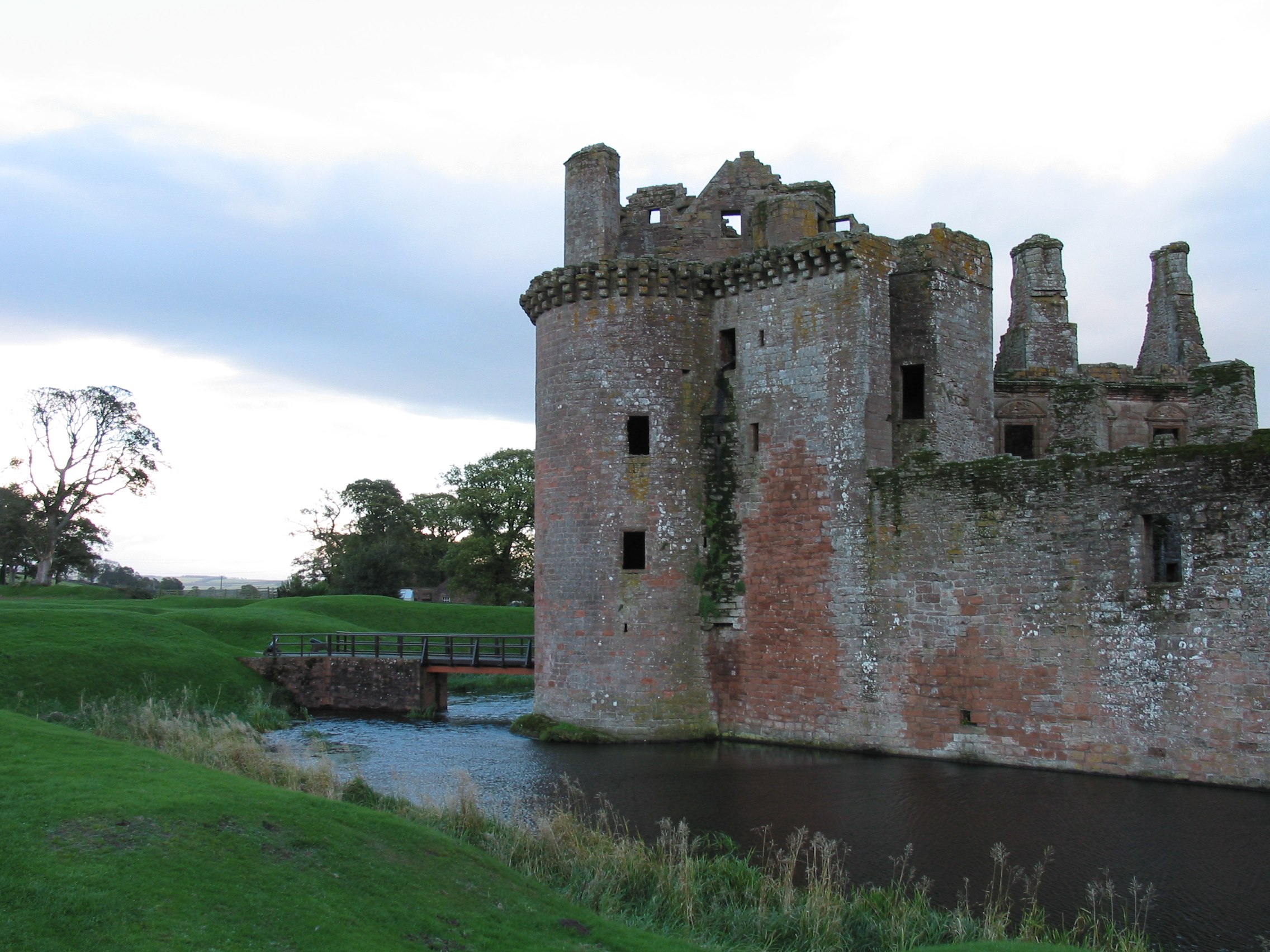
Caerlaverock Castle, een 13e-eeuws kasteel
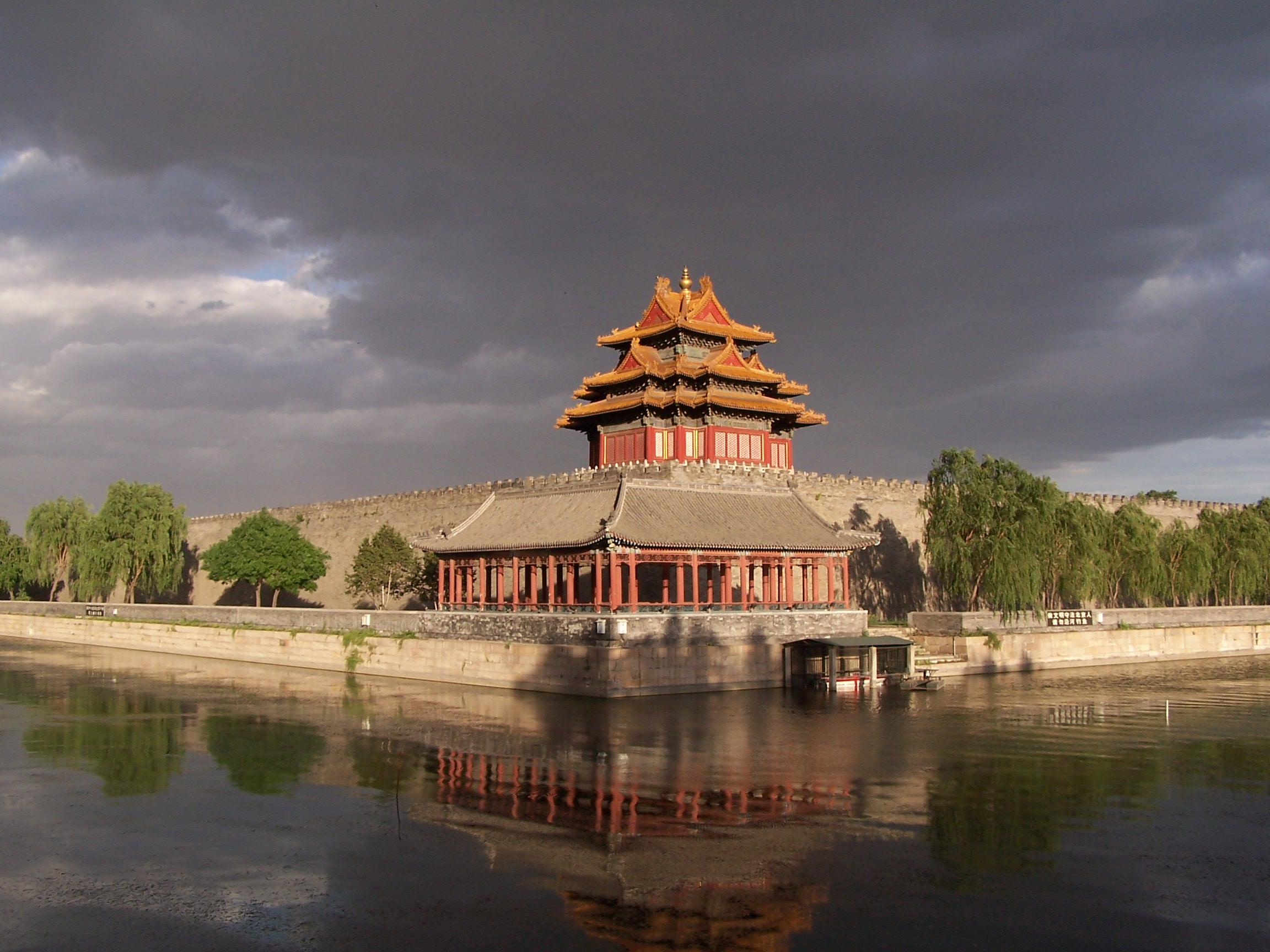
De Verboden Stad, Beijing
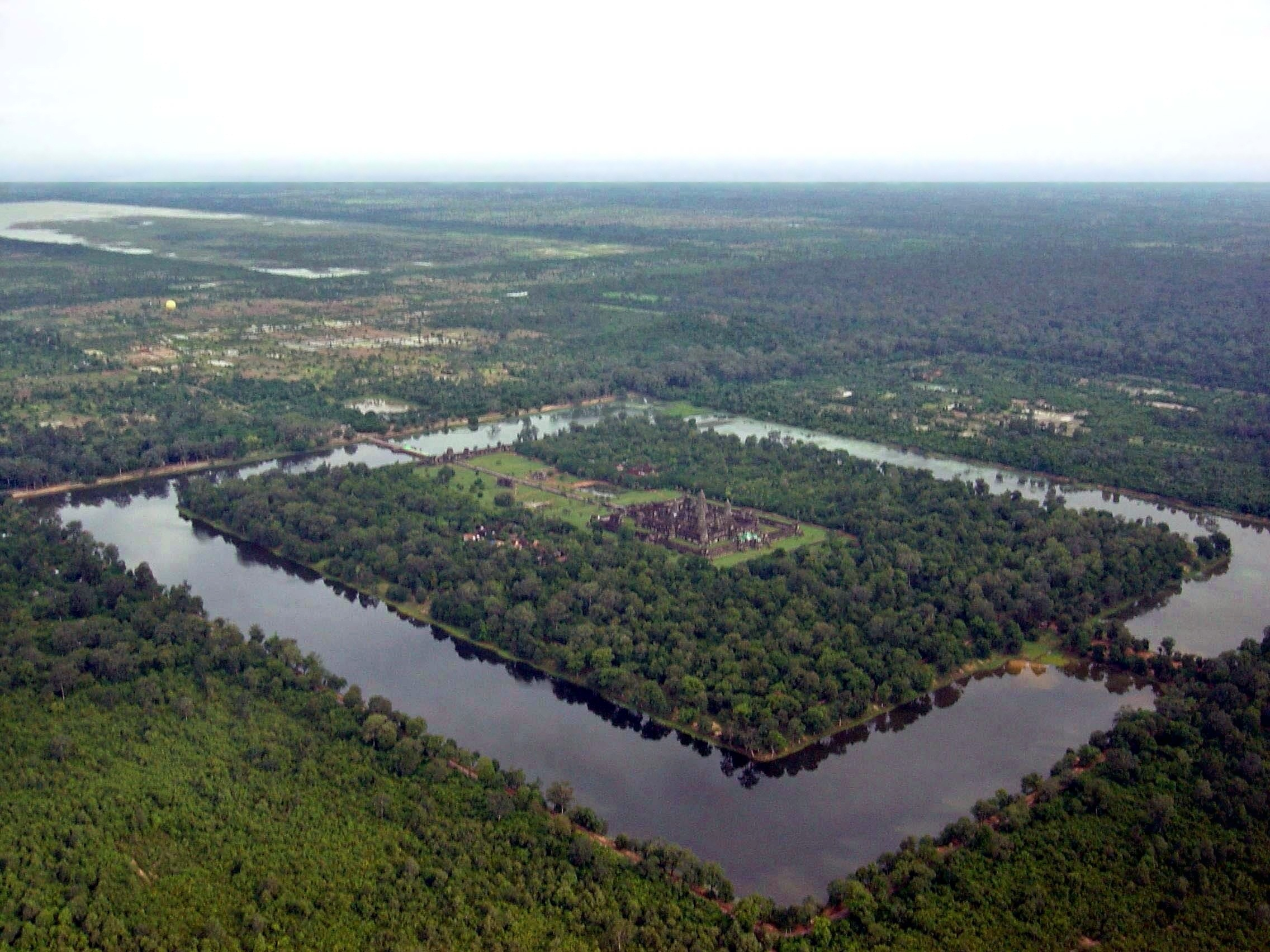
Angkor Wat, Cambodja
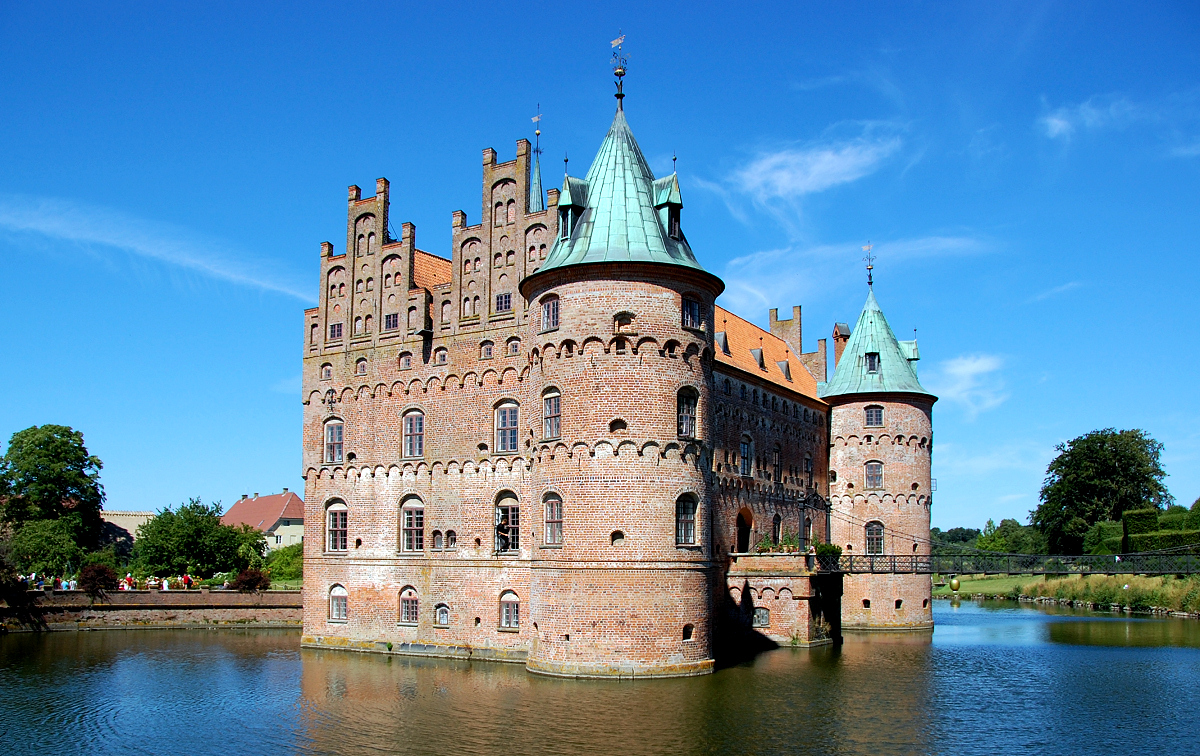
Slot Egeskov, Denemarken
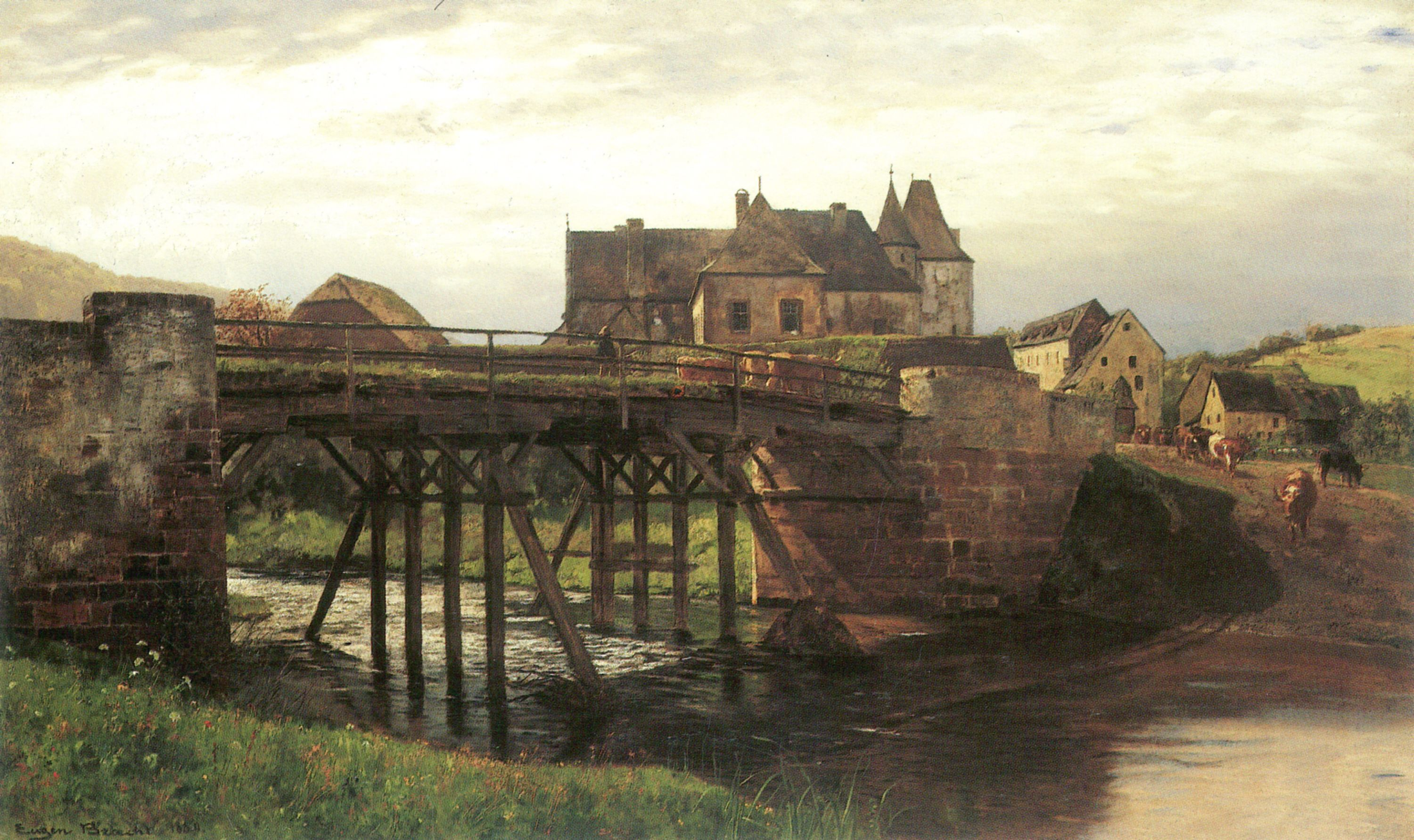
Kasteel van Lissingen
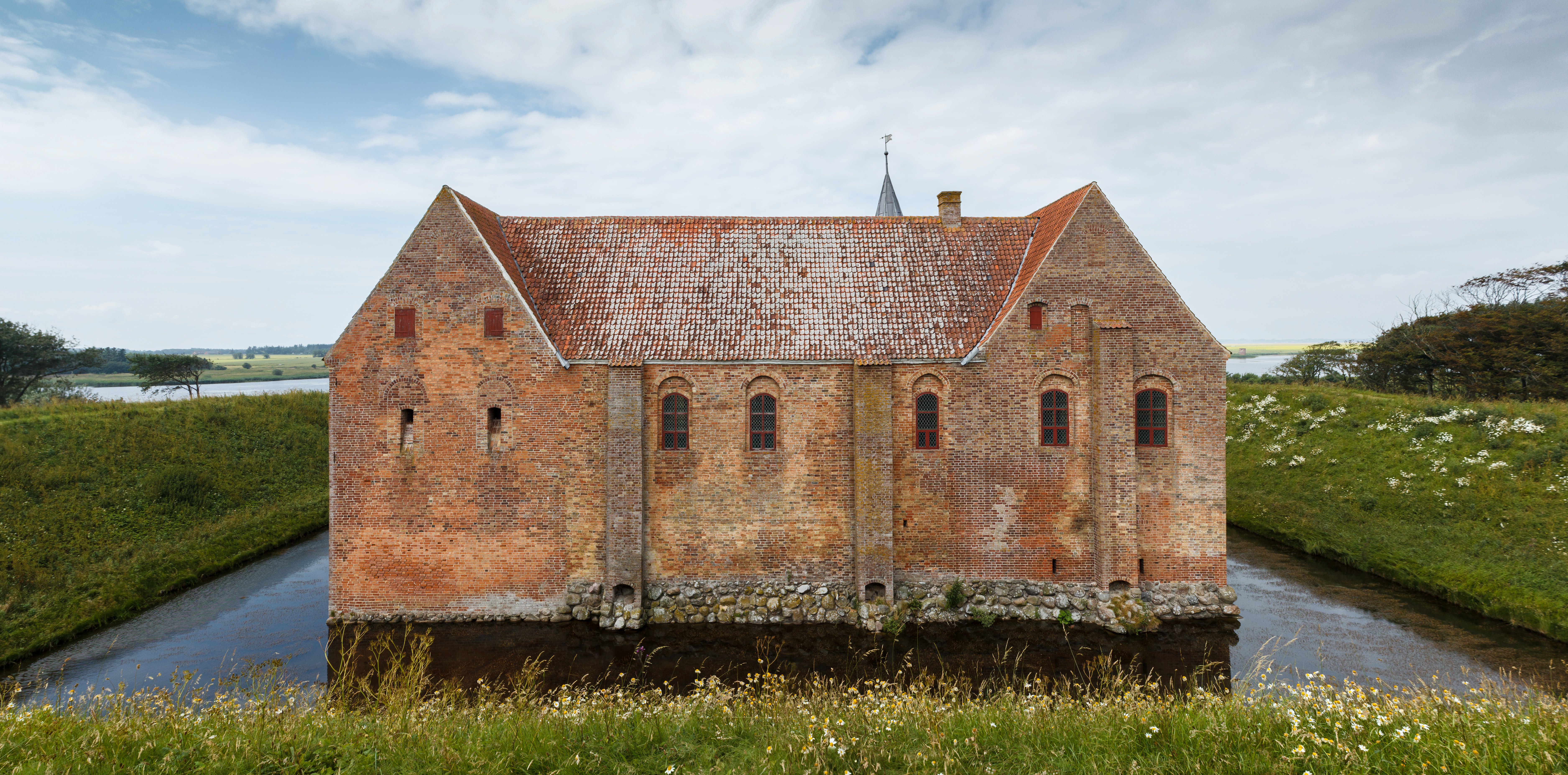
Kasteel Spøttrup, Denemarken